# 全日本着付け技能センター
一般社団法人全日本着付け技能センター（ぜんにほんきつけぎのうセンター）は、着付けに関する技能検定を行う一般社団法人である。

## 概要
2010年2月1日、職業能力開発促進法（昭和44年法律第64号）第47条第1項の規定に基づき、技能検定着付け職種の指定試験機関として厚生労働省により指定をうける
。
- 名称 - 一般社団法人全日本着付け技能センター
- 所在地 - 東京都渋谷区代々木一丁目56番4号　美容会館1F
- 団体設立 - 2009年3月
- 事業内容
  - 着付けに関する技能及び知識の評価
  - 着付けに関する技能及び知識の普及、研究及び啓蒙
  - 着付けに関する各種講習会、研修会の開催
  - その他、この法人の目的を達成するために必要な事業
- 代表者 - 清水とき（理事長）

## 技能検定
- 着付け技能士